# Проскурякова, Екатерина Фёдоровна
Екатерина Фёдоровна Проскурякова (16 октября 1873, Кишинёв, Бессарабская губерния — 27 августа 1942, Мелекесс, Ульяновская область) — русский и советский библиотековед.

## Биография
Родилась 16 октября 1873 года в Кишинёве в дворянской семье, отец — Фёдор Проскуряков, сенатор. Через несколько лет после рождения переехала в Петербург и после окончания средней школы поступила на Высшие женские педагогические курсы, после окончания которых очень много взяла на себя ответственности и заведовала некоторыми библиотеками: до 1910 года Невского общества народных развлечений, с 1910 по 1916 год библиотекой Вольного экономического общества. Основала Петербургское общество библиотековедения и 1-го Всероссийского съезда по библиотечному делу. С 1918 по 1921 год работала в Перми, Петрограде и Томске в должности инструктора библиотечного дела. Находясь в Петрограде, основала Государственную библиотеку по народному образованию и заведовала ею с 1922 по 1925 год. В 1925 год была принята на работу в ГПБ в её непосредственный филиал Библиотека молодёжи в качестве заведующей, а также заведовала отделами хранения, гигиены и реставрации фондов. В годы начала ВОВ, 7 августа 1942 года была эвакуирована в Мелекесс, где скоропостижно скончалась 27 августа того же года, спустя несколько дней после прибытия.

## Научные работы
Основные научные работы посвящены библиотековедению. Автор ряда научных работ.